# Xanthophytum longipedunculatum
Xanthophytum longipedunculatum är en måreväxtart som beskrevs av Elmer Drew Merrill. Xanthophytum longipedunculatum ingår i släktet Xanthophytum och familjen måreväxter. Inga underarter finns listade i Catalogue of Life.